# アルドゥス・マヌティウス

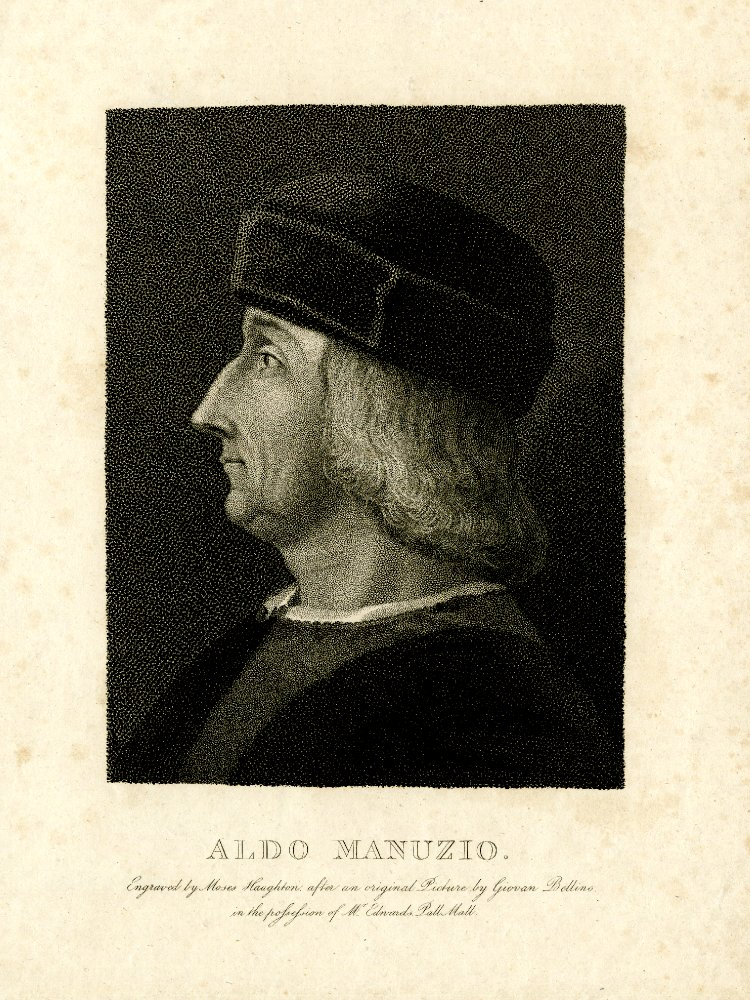
マヌティウスの肖像画

アルドゥス・ピウス・マヌティウス（羅: Aldus Pius Manutius 1450年頃 - 1515年2月6日）は、ルネサンス期ヴェネツィアで活躍した出版人。商業印刷の父と言われる。イタリア語名でアルド・マヌーツィオ（伊: Aldo Pio Manuzio）とも呼ばれる。1494年にアルド印刷所を設立して多くの名著を出版し、子・孫の3世代に渡って印刷文化を牽引した。

## 生涯・業績
バッシアーノに生まれ、ローマで成長する。古典のギリシャ語、ラテン語を学び、人文主義者のピコ・デラ・ミランドラとも交友があり、非常に学識豊かであった。1475年から20年かけて、ヴェネツィア印刷工房を設け、ギリシア、ラテンの古典（約120点）を校訂し、出版した。ギリシャ文字の活字を製造し、また、イタリック体やアンティカ体を開発した。
近代の印刷技術の祖であるヨハネス・グーテンベルクとアルドゥスの作った本には2つの大きな相違点がある。それはノンブル（ページ番号）の有無及び本のサイズである。グーテンベルク聖書に見られるように、グーテンベルクの作った本にはいずれもノンブル付けがなく、かつ大変な大型本であったのに対し、アルドゥスの視点は異なり、ページの順序を示す番号を紙面の端につけ、また八折り判を採用することで本のサイズ自体を小さくした。「持ち歩ける」小型本の歴史はアルドゥスに始まるものであり、これは書物史における転換点であった。
一方では、彼による技術革新によって海賊版とよばれる刊行物の横行と、それに対する戦いが始まることとなり、これは21世紀に至るまで続いている。
DTPという概念を創出した20世紀における出版関連ソフトウェアの開発企業アルダスは、彼の名（英語読みでアルダス・マニューシャス）を取ったものである。

## 関連書籍
- 『初めて書籍を作った男 アルド・マヌーツィオの生涯』アレッサンドロ・マルツォ・マーニョ著、清水由貴子訳、柏書房、2022年。ISBN 978-4760154609